# Erasmus-díj

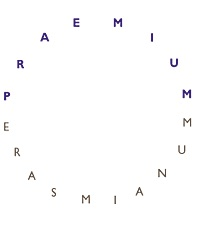
Az Erasmus-díj logója

Az Erasmus-díjat a hollandiai Praemium Erasmianum Alapítvány adományozza. Az Alapítvány a humán- és társadalomtudományok, valamint a művészetek területén tevékenykedik. 1958-ban hozta létre Bernát holland herceg, Julianna holland királynő férje. Az Erasmus-díjat az Alapítvány minden évben olyan személyeknek vagy intézményeknek ítéli oda, akik (ill. amelyek) kiemelkedő kulturális tevékenységet fejtettek ki, vagy ösztöndíjakat adtak Európában és a kontinensen kívül. Az Erasmus-díj összege 150 000 Euró.

## Díjazottak
- 1958: Az osztrák nép
- 1959: Robert Schuman, Karl Jaspers
- 1960: Marc Chagall, Oskar Kokoschka
- 1962: Romano Guardini
- 1963: Martin Buber
- 1964: Akadémiák Nemzetközi Szövetsége
- 1965: Charlie Chaplin, Ingmar Bergman
- 1966: Herbert Read, René Huyghe
- 1967: Jan Tinbergen
- 1968: Henry Moore
- 1969: Gabriel Marcel, Carl Friedrich von Weizsäcker
- 1970: Hans Scharoun
- 1971: Olivier Messiaen
- 1972: Jean Piaget
- 1973: Claude Lévi-Strauss
- 1974: Ninette de Valois, Maurice Béjart
- 1975: Ernst Gombrich, Willem Sandberg
- 1976: Amnesty International, René David
- 1977: Werner Kaegi, Jean Monnet
- 1978: Bábszínház
  - La Marionettistica  (Napoli fivérek)
  - Țăndărica  (Margareta Niculescu)
  - Théâtre du Papier (Yves Joly)
  - Bread and Puppet (Peter Schumann)
- 1979: Die Zeit, Neue Zürcher Zeitung
- 1980: Nikolaus Harnoncourt, Gustav Leonhardt
- 1981: Jean Prouvé
- 1982: Edward Schillebeeckx
- 1983: Raymond Aron, Isaiah Berlin, Leszek Kołakowski, Marguerite Yourcenar
- 1984: Massimo Pallottino
- 1985: Paul Delouvrier
- 1986: Václav Havel
- 1987: Alexander King
- 1988: Jacques Ledoux
- 1989: Jogászok Nemzetközi Bizottsága
- 1990: Sir Grahame Clark
- 1991: Bernard Haitink
- 1992: Simon Wiesenthal, Archivo General de Indias
- 1993: Peter Stein
- 1994: Sigmar Polke
- 1995: Renzo Piano
- 1996: William Hardy McNeill
- 1997: Jacques Delors
- 1998: Mauricio Kagel
- 1998: Peter Sellars
- 1999: Mary Robinson
- 2000: Hans van Manen
- 2001: Adam Michnik, Claudio Magris
- 2002: Bernd és Hilla Becher
- 2003: Alan Davidson
- 2004: Abdolkarim Soroush, Sadiq al-Azm und Fatema Mernissi
- 2005: Simon Schaffer, Steven Shapin
- 2006: Pierre Bernard
- 2007: Forgács Péter
- 2008: Ian Buruma
- 2009: Antonio Cassese, Ben Ferencz
- 2010: José Antonio Abreu
- 2011: Joan Busquets
- 2012: Daniel Dennett
- 2013: Jürgen Habermas
- 2014: Frie Leysen
- 2015: A Wikipédia szerkesztői közössége
- 2016 : A. S. Byatt
- 2017 : Michèle Lamont
- 2018: Barbara Ehrenreich
- 2019: John Adams
- 2021: Grayson Perry
- 2022: David Grossman
- 2023: Trevor Noah